# Мурашко, Даниил Геннадьевич
Даниил Геннадьевич Мурашко (укр. Данило Геннадійович Мурашко; 10 августа 1998, Нежин — 27 января 2023, Шабельковка) — украинский военный лётчик, майор, участник российско-украинской войны. Герой Украины (8 июля 2023, посмертно).

## Биография
Данило Мурашко родился 10 августа 1998 года в городе Нежин Черниговской области. В 2013 году поступил в Черниговский лицей с усиленной военно-физической подготовкой. С 2015 по 2020 год обучался в Харьковском национальном университете Воздушных сил.
С ноября 2020 года проходил службу в 299-й бригаде тактической авиации: сначала в должности лётчика авиационного звена, затем старшего лётчика, а с мая 2022 года — командира звена. За время полномасштабного вторжения России в Украину, по заявлению Министерства обороны Украины, совершил 141 боевой вылет, уничтожив около 70 единиц бронетехники, более 80 автотранспортных средств, около 30 автоцистерн с горюче-смазочными материалами и примерно 600 военнослужащих противника.
27 января 2023 года, выполняя боевое задание на самолёте Су-25 в составе пары, его самолёт был подбит российским истребителем в районе села Шабельковка Краматорского района Донецкой области. До последнего момента он пытался отвести повреждённый самолёт от жилых домов, что не позволило ему катапультироваться.
Похоронен 30 января 2023 года в родном городе Нежин.

## Награды
- Звание «Герой Украины» с удостоением ордена «Золотая Звезда» (8 июля 2023, посмертно) — за личное мужество и героизм, проявленные в защите государственного суверенитета и территориальной целостности Украины, верность военной присяге[6].
- Орден Богдана Хмельницкого I степени (8 августа 2022) — за личное мужество и высокий профессионализм, проявленные в защите государственного суверенитета и территориальной целостности Украины, верность военной присяге[7].
- Орден Богдана Хмельницкого II степени (10 июня 2022) — за личное мужество и высокий профессионализм, проявленные в защите государственного суверенитета и территориальной целостности Украины, верность военной присяге[8].
- Орден Богдана Хмельницкого III степени (14 мая 2022) — за личное мужество и высокий профессионализм, проявленные в защите государственного суверенитета и территориальной целостности Украины, верность военной присяге[9].

## Память
26 июля 2024 года улица Белинского в Николаеве переименована в улицу Даниила Мурашко.